# رون ريتش
رون ريتش (بالإنجليزية: Ron Rich)‏ هو ممثل أمريكي، ولد في 1938 في الولايات المتحدة.

## أعمال

### أفلام
- (1966) كعكة الحظ

## وصلات خارجية
- رون ريتش على موقع IMDb (الإنجليزية)
- رون ريتش على موقع أول موفي (الإنجليزية)
- رون ريتش على موقع قاعدة بيانات برودواي على الإنترنت (الإنجليزية)
- رون ريتش على موقع قاعدة بيانات الفيلم (الإنجليزية)